# IJsland op de Olympische Jeugdzomerspelen 2010
IJsland nam deel aan de Olympische Jeugdzomerspelen 2010 in Singapore, de eerste editie van de Olympische Jeugdspelen.

## Deelnemers en resultaten
(m) = mannen, (v) = vrouwen 

### Zwemmen
| Olympiër                                                                                  | Discipline               | Resultaat | Prestatie                                               |
| ----------------------------------------------------------------------------------------- | ------------------------ | --------- | ------------------------------------------------------- |
| Anton Sveinn McKee                                                                        | 200 m vrij (m)           | 34e       | 1R serie 2: 1.58,08 (5e)                                |
| Anton Sveinn McKee                                                                        | 400 m vrij (m)           | 27e       | 1R serie 6: 4.12,80 (8e)                                |
| Hrafn Traustason                                                                          | 100 m school (m)         | 25e       | 1R serie 1: 1.07,97 (3e)                                |
| Hrafn Traustason                                                                          | 200 m school (m)         | 17e       | 1R serie 3: 2.28,08 (6e)                                |
|                                                                                           |                          |           |                                                         |
| Anton Sveinn McKee Hrafn Traustason Ingibjorg Kristin Jonsdottir Karen Sif Vilhjalmdottir | 4x 100 m vrij, gemengd   | 15e       | 1R serie 2: 3.49,60 (6e)                                |
| Anton Sveinn McKee Hrafn Traustason Ingibjorg Kristin Jonsdottir Bryndis Run Hansen       | 4x 100 m wissel, gemengd | 14e       | 1R serie 2: 4.18,81 (6e)                                |
|                                                                                           |                          |           |                                                         |
| Ingibjorg Kristin Jonsdottir                                                              | 50 m vrij (v)            | 9e        | 1R serie 8: 26,87 (3e; 10e tijd) HF serie 1: 26,47 (5e) |
| Ingibjorg Kristin Jonsdottir                                                              | 100 m vrij (v)           | 21e       | 1R serie 4: 58,74 (3e)                                  |
| Karen Sif Vilhjalmdottir                                                                  | 50 m vrij (v)            | 25e       | 1R serie 6: 27,55 (2e)                                  |
| Karen Sif Vilhjalmdottir                                                                  | 100 m vrij (v)           | 34e       | 1R serie 3: 1.00,01 (4e)                                |
| Karen Sif Vilhjalmdottir                                                                  | 200 m vrij (v)           | 30e       | 1R serie 3: 2.09,61 (7e)                                |
| Bryndis Run Hansen                                                                        | 50 m vlinder (v)         | 13e       | 1R serie 2: 28,60 (5e: 13e tijd) HF serie 2: 28,53 (8e) |
| Bryndis Run Hansen                                                                        | 100 m vlinder (v)        | 26e       | 1R serie 3: 1.05,56 (8e)                                |
| Bryndis Run Hansen                                                                        | 200 m wissel (v)         | 20e       | 1R serie 3: 2.28,10 (8e)                                |
| Inga Elin Cryer                                                                           | 400 m vrij (v)           | 16e       | 1R serie 4: 4.28,68 (4e)                                |
| Inga Elin Cryer                                                                           | 200 m wissel (v)         | 18e       | 1R serie 3: 2.25,12 (7e)                                |

Afghanistan · Albanië · Algerije · Amerikaanse Maagdeneilanden · Amerikaans-Samoa · Andorra · Angola · Antigua en Barbuda · Argentinië · Armenië · Aruba · Australië · Azerbeidzjan · Bahama's · Bahrein · Bangladesh · Barbados · België · Belize · Benin · Bermuda · Bhutan · Bolivia · Bosnië en Herzegovina · Botswana · Brazilië · Britse Maagdeneilanden · Brunei · Bulgarije · Burkina Faso · Burundi · Cambodja · Canada · Centraal-Afrikaanse Republiek · Chili · China · Chinees Taipei · Colombia · Comoren · Congo-Brazzaville · Congo-Kinshasa · Cookeilanden · Costa Rica · Cuba · Cyprus · Denemarken · Djibouti · Dominica · Dominicaanse Republiek · Duitsland · Ecuador · Egypte · El Salvador · Equatoriaal-Guinea · Eritrea · Estland · Ethiopië · Fiji · Filipijnen · Finland · Frankrijk · Gabon · Gambia · Georgië · Ghana · Grenada · Griekenland · Groot-Brittannië · Guam · Guatemala · Guinee · Guinee‑Bissau · Guyana · Haïti · Honduras · Hongarije · Hongkong · Ierland · IJsland · India · Indonesië · Irak · Iran · Israël · Italië · Ivoorkust · Jamaica · Japan · Jemen · Jordanië · Kaaimaneilanden · Kaapverdië · Kameroen · Kazachstan · Kenia · Kirgizië · Kiribati · Koeweit · Kroatië · Laos · Lesotho · Letland · Libanon · Liberia · Libië · Liechtenstein · Litouwen · Luxemburg · Macedonië · Madagaskar · Malawi · Malediven · Maleisië · Mali · Malta · Marshalleilanden · Marokko · Mauritanië · Mauritius · Mexico · Micronesië · Moldavië · Monaco · Mongolië · Montenegro · Mozambique · Myanmar · Namibië · Nauru · Nederland · Nederlandse Antillen · Nepal · Nicaragua · Nieuw-Zeeland · Niger · Nigeria · Noord-Korea · Noorwegen · Oeganda · Oekraïne · Oezbekistan · Oman · Oostenrijk · Oost‑Timor · Pakistan · Palau · Palestina · Panama · Papoea-Nieuw-Guinea · Paraguay · Peru · Polen · Portugal · Puerto Rico · Qatar · Roemenië · Rusland · Rwanda · Saint Kitts en Nevis · Saint Lucia · Saint Vincent en Grenadines · Salomonseilanden · Samoa · San Marino · Sao Tomé en Principe · Saoedi-Arabië · Senegal · Servië · Seychellen · Sierra Leone · Singapore · Slovenië · Slowakije · Soedan · Somalië · Spanje · Sri Lanka · Suriname · Swaziland · Syrië · Tadzjikistan · Tanzania · Thailand · Togo · Tonga · Trinidad en Tobago · Tsjaad · Tsjechië · Tunesië · Turkije · Turkmenistan · Tuvalu · Uruguay · Vanuatu · Venezuela · Verenigde Arabische Emiraten · Verenigde Staten · Vietnam · Wit-Rusland · Zambia · Zimbabwe · Zuid-Afrika · Zuid-Korea · Zweden · Zwitserland